# Myospila trochanterata
Myospila trochanterata este o specie de muște din genul Myospila, familia Muscidae. A fost descrisă pentru prima dată de Fritz Isidore van Emden în anul 1965. Conform Catalogue of Life specia Myospila trochanterata nu are subspecii cunoscute.